# Nicoleta Alexandrescu
Nicoleta Cristina Alexandrescu (n. Gâscă, n. 19 decembrie 1978, Vălenii de Munte, România) este o fostă jucătoare de handbal din România.
A jucat pe postul de extremă dreaptă la CS Rapid București, Cornexi Alcoa, CS Oltchim Râmnicu Vâlcea, CS Rulmentul Urban Brașov și CSM Ploiești. S-a retras din activitate în 2013.